# Buriana
Santa Buriana (o Berriona, Beriana o Beryan) fue una santa irlandesa del siglo VI. Vivió como eremita en St Buryan, cerca de Penzance (Cornualles). Sabine Baring-Gould la identifica con la irlandesa santa Bruinsech.
Era la hija de un rey irlandés y viajó de Irlanda a Cornualles como misionera para convertir a sus habitantes al cristianismo. Según el Exeter Calendar of Martyrology Buriana era la hija de un cacique de Munster. Una leyenda cuenta cómo curó al hijo paralítico del rey Geraint de Dumnonia. Buriana ejerció su ministerio en una capilla de la iglesia parroquial en St Buryan.
Su festividad se celebra el 1 de mayo.